# Miller David Castillo
Miller David Castillo (n. Atacames, Ecuador; 1 de agosto de 1987) es un exfutbolista ecuatoriano. Jugaba de delantero y su último equipo fue el Club Atlético Samborondón de la Segunda Categoría de Ecuador.

## Trayectoria
Miller Castillo empieza su carrera profesional como futbolista en el 2004, en ESPOL de Segunda Categoría de Ecuador, donde jugó 22 partidos. En 2006 pasó al Norteamérica, club caracterizado por fichar a jóvenes promesas. Para el 2007 dio el salto al balompié del extranjero, firmando por Atlético Mexiquense de la Liga de Ascenso de México, este plantel en ese tiempo era la filial de Deportivo Toluca. En este equipo jugó tres temporadas hasta que en 2010 es contratado por Lobos de la BUAP, plantel que representa a la Benemérita Universidad Autónoma de Puebla o BUAP. Rápidamente se convierte en figura del equipo, jugando 54 partidos y marcando 15 goles.
Castillo regresa a su país natal para el 2012 y firma con Deportivo Cuenca. En el equipo "morlaco" no goza de muchas oportunidades, tan solo jugando 10 partidos, sin embargo logra marcar 4 goles. A mediados de 2013 acepta una oferta para irse a Técnico Universitario, equipo con el que logra anotar 8 goles en 20 partidos, convirtiéndose en uno de los goleadores de la Serie B de Ecuador. En el 2014 el Manta Fútbol Club consigue el fichaje de Castillo. Con el equipo "atunero" jugó 36 partidos y consiguió 11 anotaciones, logrando ubicarse entre los mejores artilleros nacionales del Campeonato Ecuatoriano de Fútbol 2014.
En 2015 ficha por Liga Deportiva Universitaria, un equipo más de Serie A de Ecuador a su trayectoria.

## Clubes
| Club                    | País    | Año       |
| ----------------------- | ------- | --------- |
| ESPOL                   | Ecuador | 2004-2005 |
| Norte América           | Ecuador | 2006      |
| Atlético Mexiquense     | México  | 2007-2009 |
| Lobos de la BUAP        | México  | 2010-2011 |
| Deportivo Cuenca        | Ecuador | 2012-2013 |
| Técnico Universitario   | Ecuador | 2013      |
| Manta F. C.             | Ecuador | 2014      |
| Liga de Quito           | Ecuador | 2015      |
| Independiente del Valle | Ecuador | 2016      |
| Alebrijes               | México  | 2017      |
| Guayaquil City          | Ecuador | 2017-2018 |
| Gualaceo S. C.          | Ecuador | 2019      |
| Mushuc Runa             | Ecuador | 2020      |
| Toreros F. C.           | Ecuador | 2021      |
| Búhos ULVR              | Ecuador | 2022      |